# Tess Gerritsen
Tess Gerritsen este o scriitoare americană de thriller.
Cărțile lui Tess Gerritsen au fost traduse în 31 de limbi și vândute în peste 15 milioane de exemplare.